# Cossus cossus
Sâu bướm đêm (Cossus cossus) là một loài sâu bướm thuộc họ Cossidae. Nó được tìm thấy ở châu Âu.
Đây là một con sâu bướm lớn với sải cánh dài 68–96 mm. Các cánh màu nâu xám và được đánh dấu với các dải chéo tối. Con bướm loài này bay từ tháng tư-Tháng Tám tùy thuộc vào vị trí.
Các sâu bướm ăn trong các thân cây và cành của nhiều loại cây (xem danh sách dưới đây), mất ba hoặc bốn năm để trưởng thành.

## Tham khảo

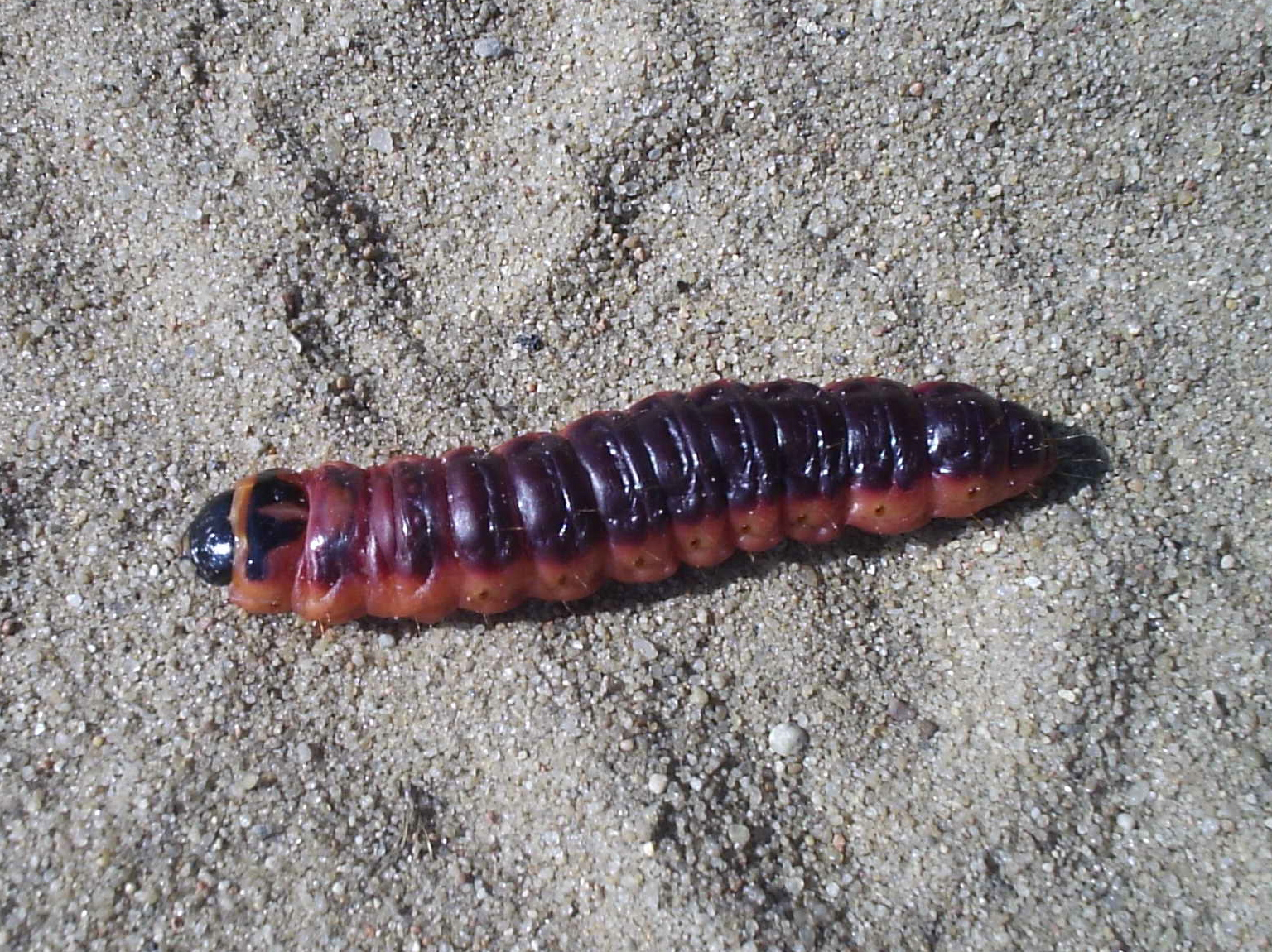
Sâu bướm
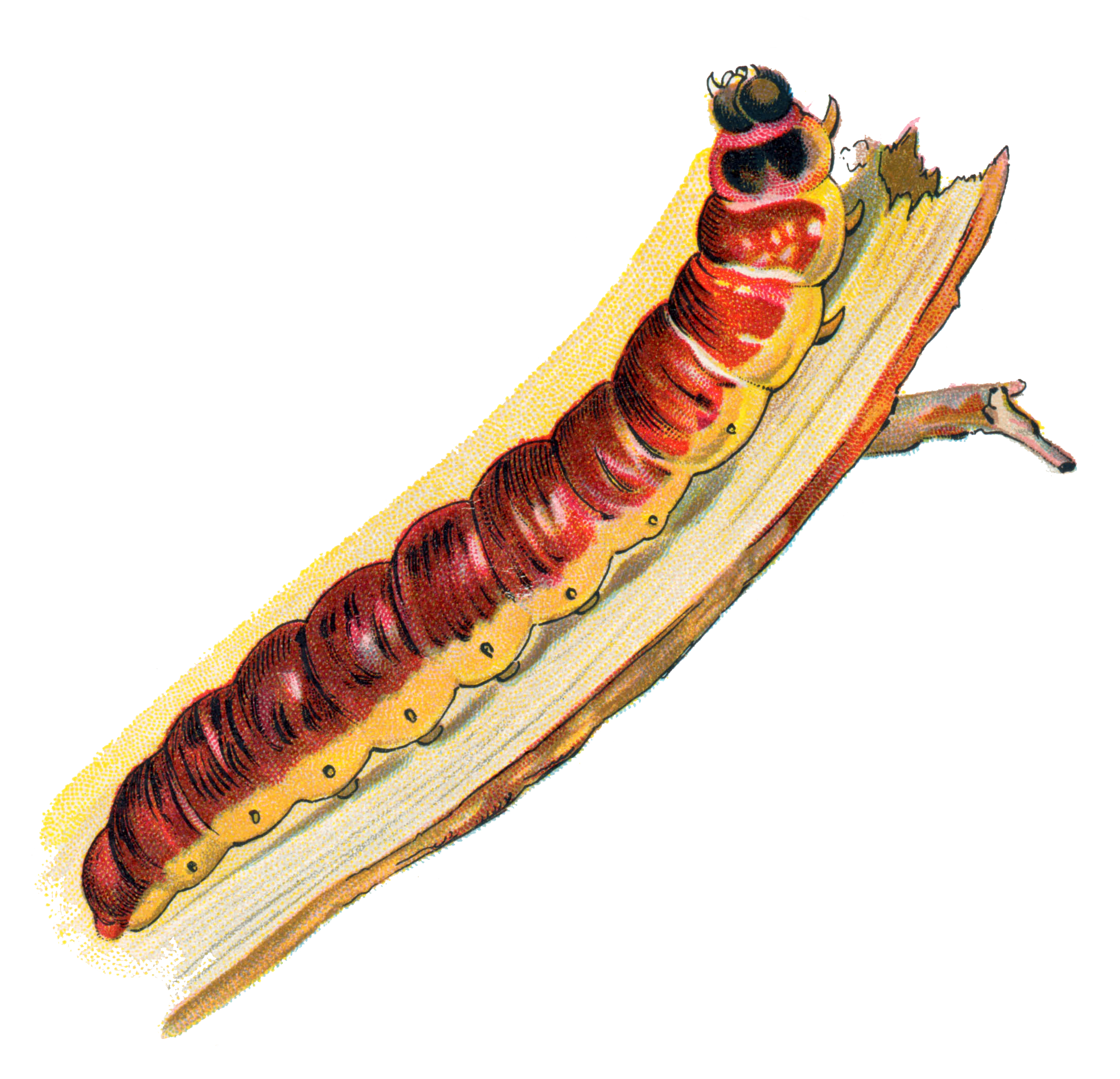
Sâu bướm minh họa
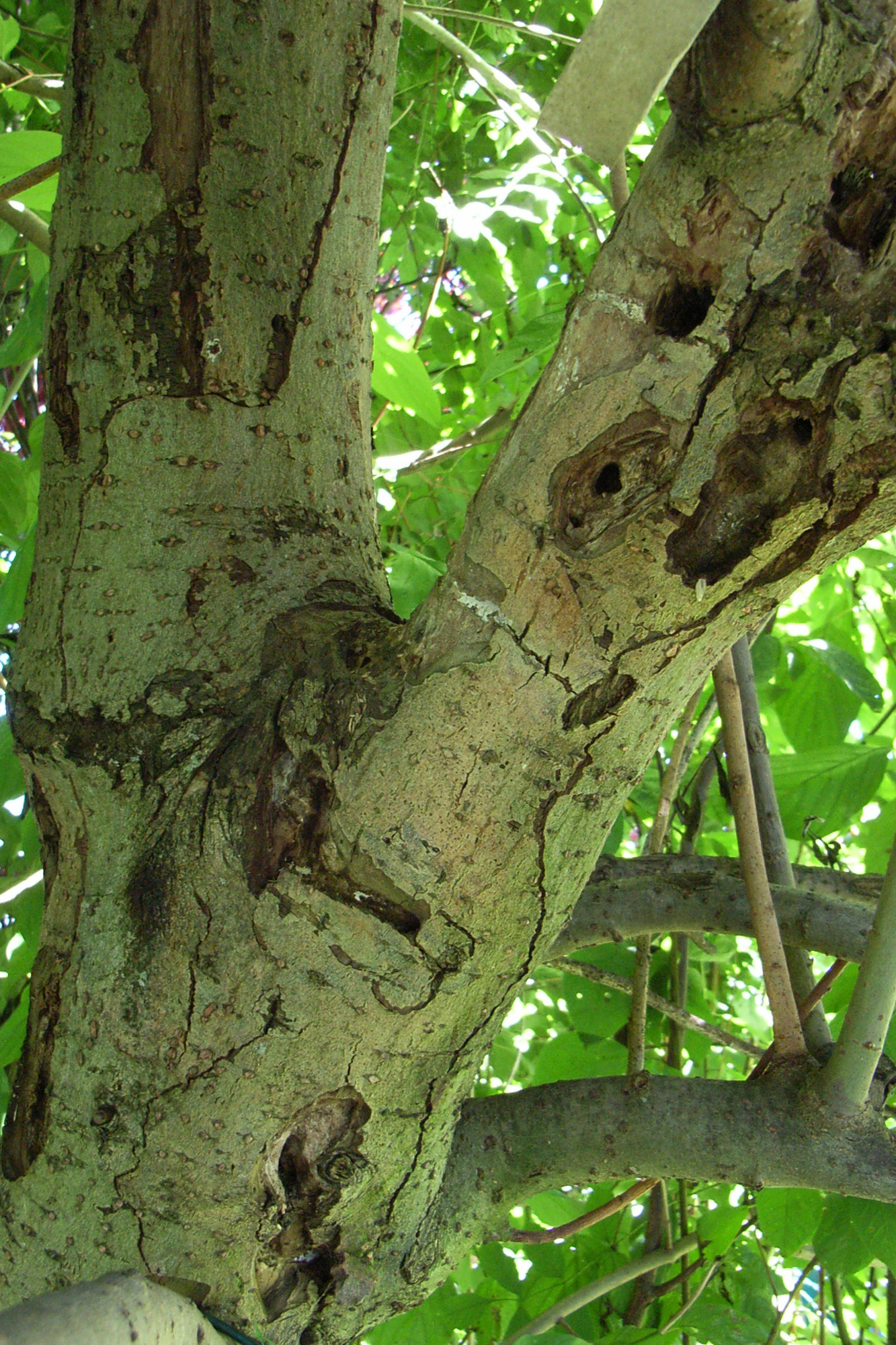
Sâu bướm
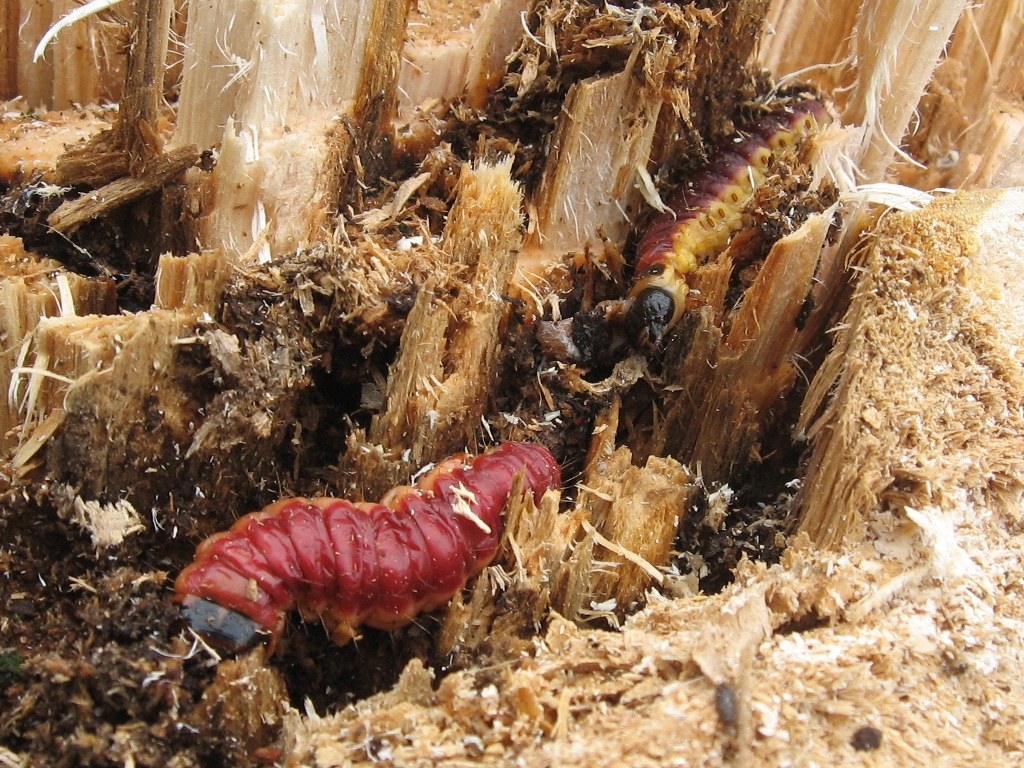
Sâu bướm
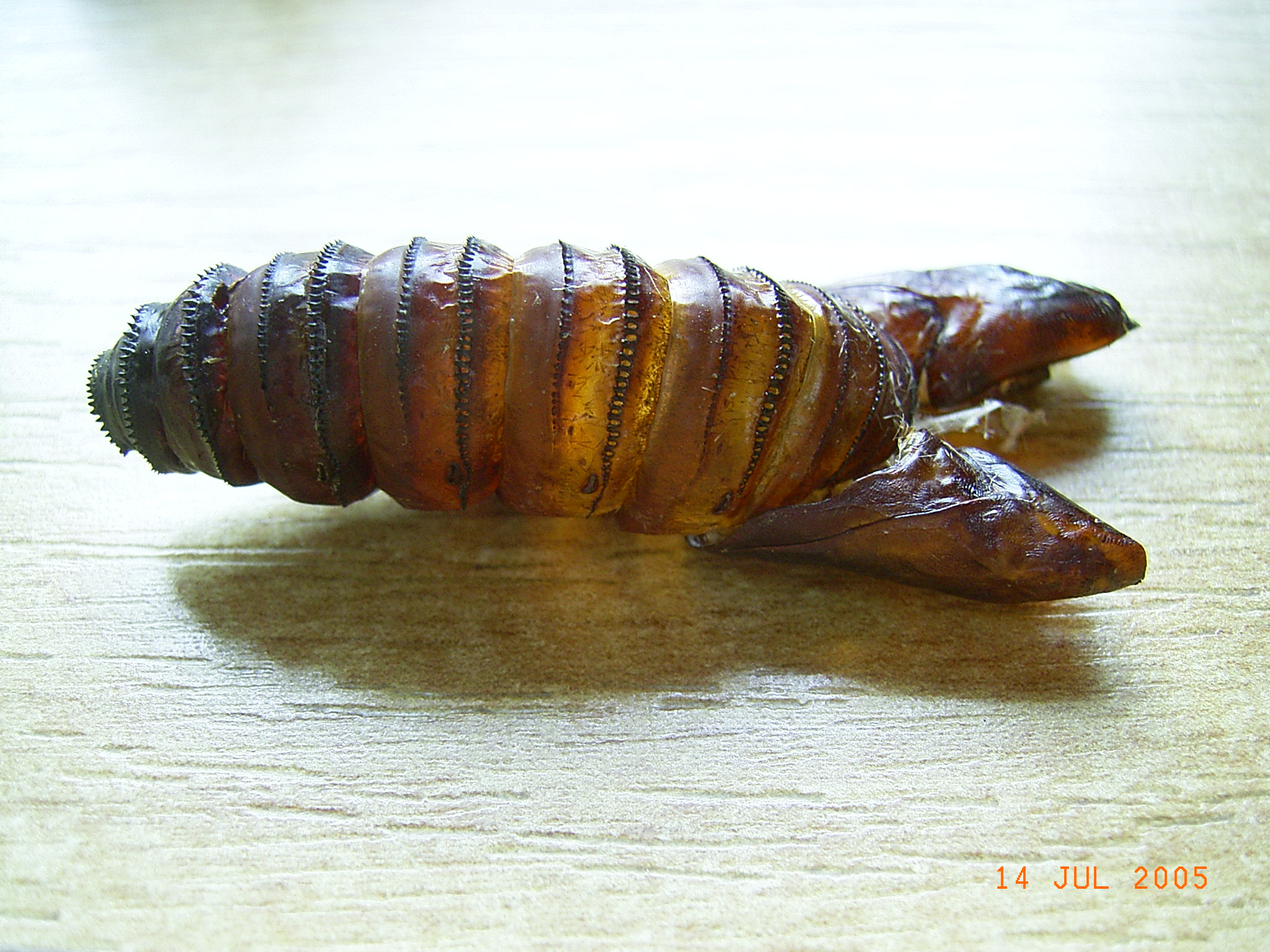
Nhộng
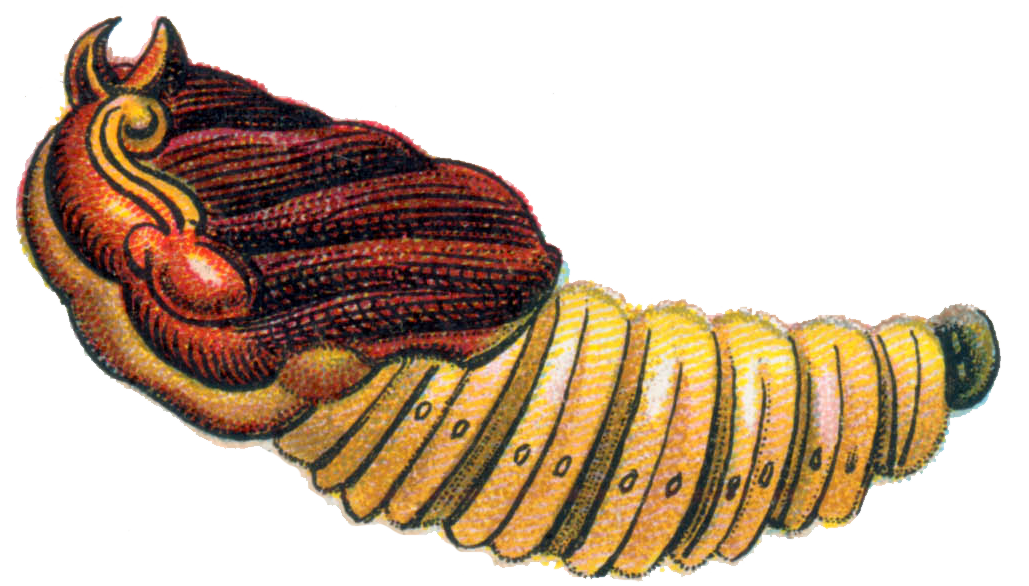
Nhộng minh họa
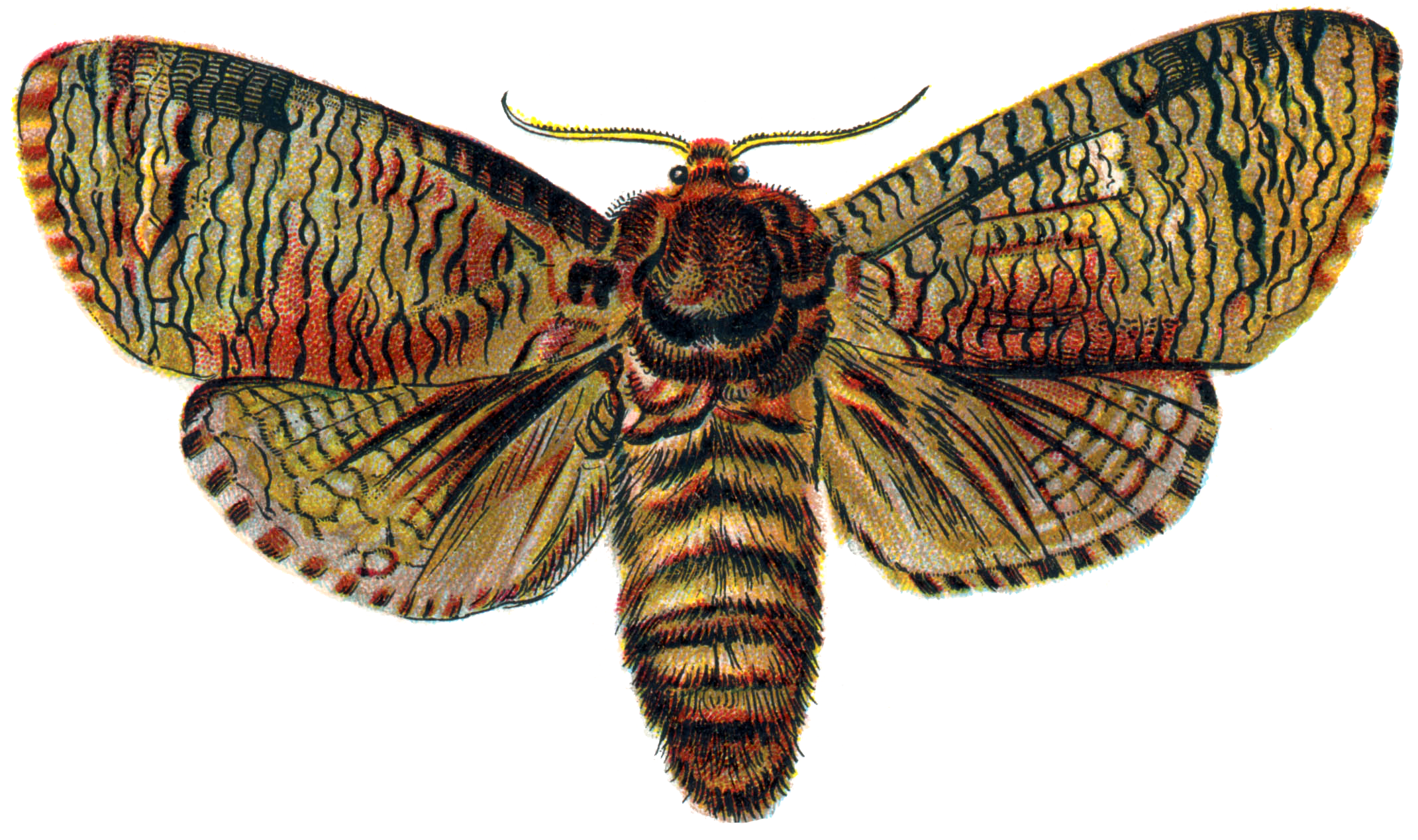
Con lớn minh họa
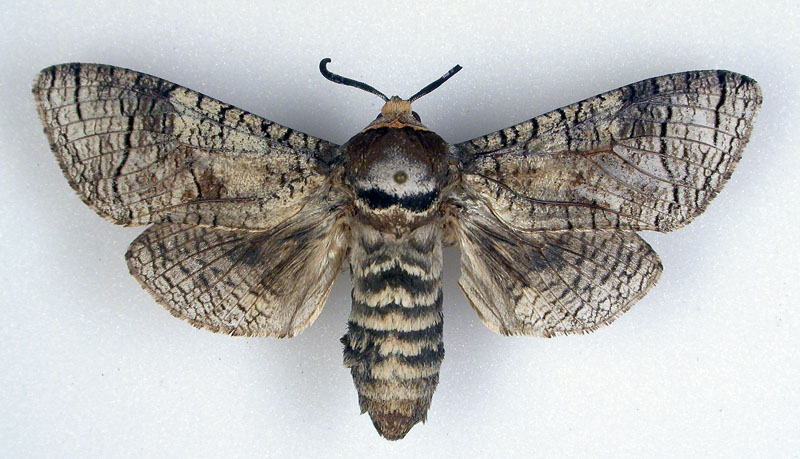
Mounted
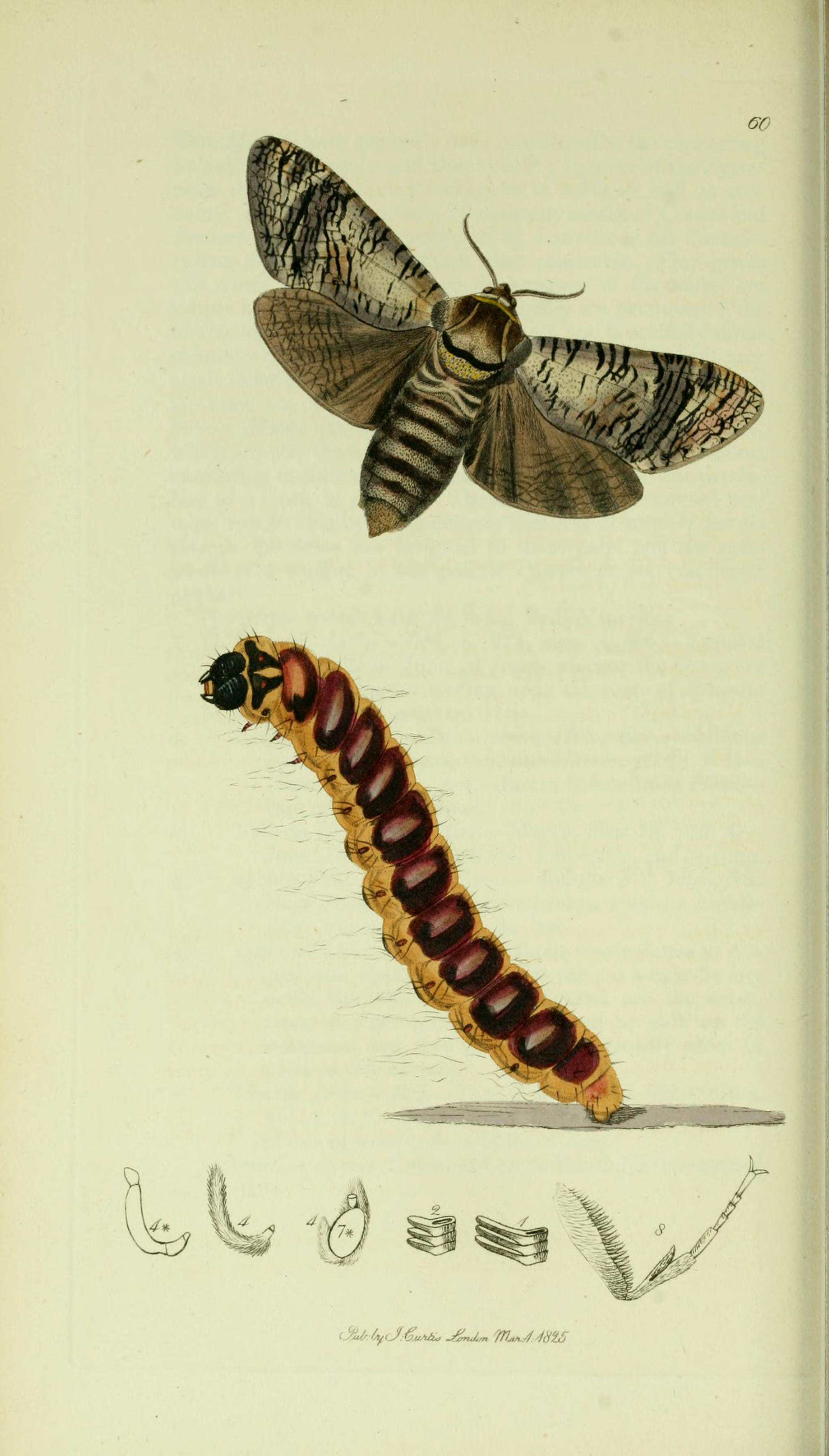
Minh họa từ John Curtis's British Entomology Volume 5

## Các loài cây thực phẩm được ghi nhận
| - Alnus - Betula - Castanea - Citrus - Cydonia - Fagus | - Fraxinus - Juglans - Malus - Olea - Populus - Prunus | - Pyrus - Quercus - Salix - Sorbus - Ulmus - Vitis |  |